# Fens

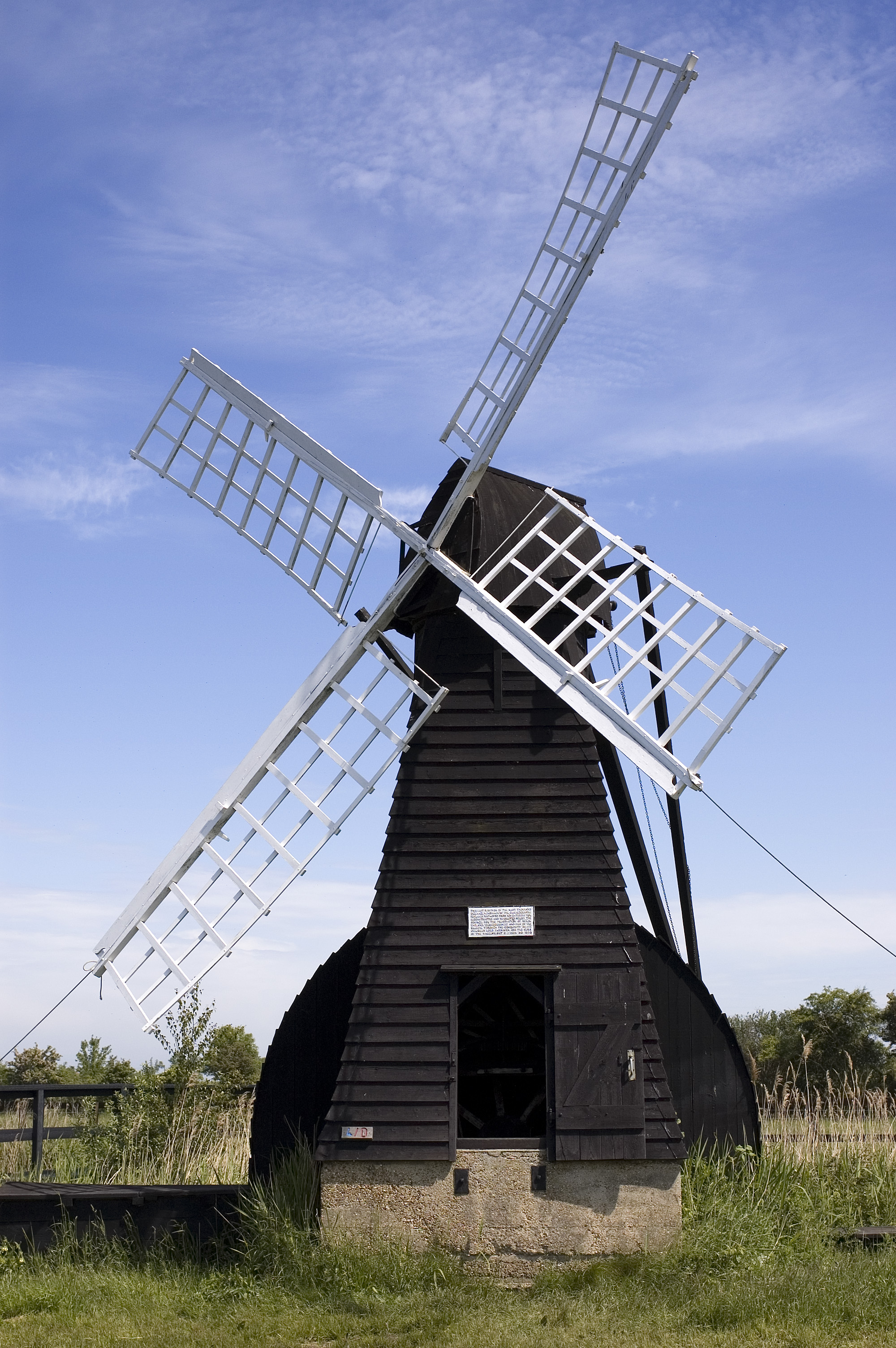
Wicken Fen: windbetriebene Wasserpumpe

Die Fens (Englisch the Fens, von fen = Sumpf) sind eine Moor- und Marschlandschaft in Ostengland, die sich um die Meeresbucht The Wash ausbreitet und das Überschwemmungsgebiet der Flüsse Witham, Welland, Nene und Ouse war.
Nach der Trockenlegung unter der Leitung des holländischen Ingenieurs Cornelius Vermuyden im 17. Jahrhundert änderte sich der Verlauf des Flusses Ouse und das Land senkte sich ab, sodass es zu Überschwemmungen kam. Der Versuch, das Wasser mit Windpumpen abzupumpen, hatte nur wenig Erfolg. Erst nachdem um 1820 die dampfgetriebene Pumpe erfunden worden war, konnten die Überflutungen eingedämmt werden. Die Umwandlung in Weide- und Ackerland war erst in der Mitte des 19. Jahrhunderts abgeschlossen. Durch die Sackungen des entwässerten Moorbodens liegen heute Teile der Fens bis zu 4,6 Meter unter dem Meeresspiegel.

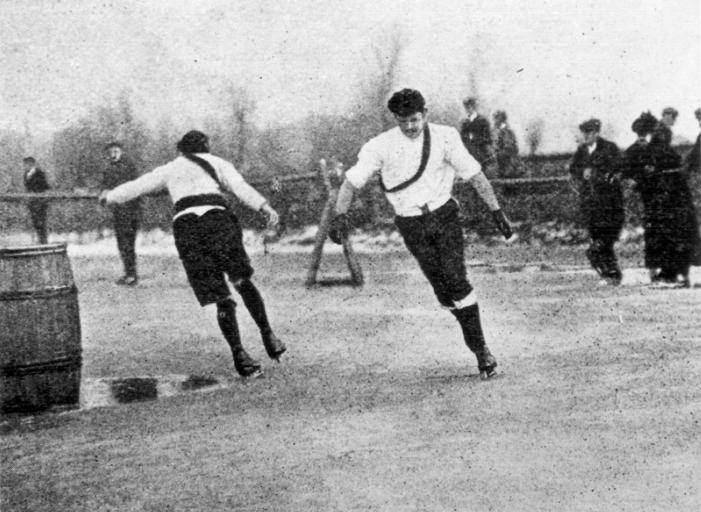
Fen Skater an der Wendemarke

Um die Wende des 18. zum 19. Jahrhundert froren die überschwemmten Flächen im Winter häufig zu, und so entwickelte sich hier das dem Eishockey ähnliche Bandy. Bereits im Jahr 1790 werden Bandyspiele des Bury Fen Bandy Club erwähnt. Ferner gab es hier frühe Eisschnelllauf-Wettkämpfe der damals populären Fen Skater, bei denen Preise zu gewinnen waren (siehe auch Geschichte des Eisschnelllaufs).
Einen Eindruck von den Fens vor der Trockenlegung gibt das Naturreservat Wicken Fen. Im Botanischen Garten der Universität Cambridge ist die Vegetation der Fens nachgepflanzt, darunter das in Großbritannien fast ausgestorbene Sumpf-Greiskraut sowie die Kümmelblättrige Silge und die nicht-brennende Brennnessel Urtica dioica subsp. subinermis.
Die Fens sind Schauplatz des Romans "Waterland" von Graham Swift.
Die Fenlands, die heute trockengelegt sind, sind berühmt für ihre schwarze fruchtbare Erde.